# マツタロウムラサキシジミ
マツタロウムラサキシジミ（学名：Arhopala matsutaroi）は、チョウ目（鱗翅目）アゲハチョウ上科シジミチョウ科に分類されるチョウの一種。フィリピン固有種。

## 分布
ミンダナオ島の山岳地帯にのみ見られる。個体数は多くない。

## 形態
前翅長は約19mm。ムラサキシジミ属は多くの種を含む大属で裏面の斑紋がよく似た種が多く、同定に悩まされることが多々あるが、本種は裏面の斑紋が特徴的なので同定は容易である。裏面はアロニャムラサキシジミ(A. aronya)に似ているが、オス交尾器の違いに加えて、地色は濃い茶褐色でより黒っぽく、また斑紋を構成する白色細線ははるかに細いなどの点で区別できる。

## 生態
ミンダナオ島各地で記録されているが、アロニャムラサキシジミに比べると目撃数は極端に少ない。

種名の語源：命名者の父、林松太郎に因む。